# Enno Lolling
Enno Lolling, né le 19 juillet 1888 à Cologne et mort le 27 mai 1945 à Flensbourg, est un médecin allemand, membre des SS, médecin de camp au camp de concentration de Dachau, et haut responsable du camp de concentration de Sachsenhausen.

## Biographie
Lolling passe son Abitur à Hagen en 1908 puis étudie la médecine pendant dix semestres à Berlin, est titularisé médecin en 1914 et passe sa thèse sous la direction de Walter Stoeckel (de) à l'Université de Kiel.
Entre 1908 et 1918, il est médecin de marine et occupe divers postes, gravissant les échelons. Durant la Première Guerre mondiale, il est médecin sur plusieurs navires ainsi que dans des unités à terre. En 1919, il s'installe comme médecin généraliste.
En mai 1937, il rejoint le NSDAP (numéro de membre 4 691 483). Il est probablement déjà membre de la SA depuis 1923. Le 28 août 1933, il s'engage dans la SS (SS n° 179 765). En septembre 1936, il est promu Hauptsturmfuhrer. En juillet 1936, il doit attester par écrit qu'il ne prend plus de morphine depuis 1932 et qu'il n'est donc pas toxicomane.
En septembre 1936, il est médecin d'escadron SS et médecin de la SS-Verfügungstruppe à l'école de commandement SS de Bad Tölz, et à partir de novembre 1936, médecin à l'hôpital SS de Dachau.
En décembre 1939, Lolling est affecté à la division SS Totenkopf. De mai 1940 à février 1941, il est médecin au camp de concentration de Dachau. Le 1er février 1941, le bureau principal de la direction SS le nomme médecin-chef du camp de Sachsenhausen.
Début juin 1941, il est nommé médecin-chef de l'inspection des camps de concentration, et en mars 1942 chef du bureau D III de l'Hauptamt-SS basé à Oranienburg, et par conséquent supérieur hiérarchique de tous les médecins de camps de concentration. De mai à juillet 1942, gravement malade, il est remplacé par Julius Muthig (de). Il reprend son poste en novembre 1943 avec le grade de SS Standartenfuhrer, gardant toutes ses prérogatives.
Les médecins de camp sous les ordres de Lolling accompagnent toutes les actions d'extermination et assistent régulièrement aux gazages des détenus. Tous ceux qui ont suivi une formation à Oranienburg sur la façon d'utiliser le Zyklon B pour des opérations de désinfection, sont informés par Lolling que des personnes dans les camps de l'Est sont assassinées par cette méthode : Lolling leur précise que si un ordre équivalent leur parvient, ils doivent être prêts à l'exécuter.
À l'automne 1941, Lolling informe le médecin de Dachau qu'une commission présidée par Werner Heyde sélectionnera les détenus inaptes au travail et les enverra à Mauthausen pour y être gazés. Vraisemblablement en mai 1942, Lolling ordonne au médecin du camp Friedrich Entress de tuer les malades mentaux incurables, les tuberculeux incurables et ceux qui sont définitivement incapables de travailler avec des injections de phénol. À l'hiver 1942, l'ordre est étendu aux détenus malades dont la guérison prendra plus de quatre semaines. Lolling approuve les expérimentations sur les humains d'un vaccin contre le typhus en 1944, et est plus tard présent lorsqu'on teste les effets létaux d'une capsule de cyanure.
À la fin de la guerre, Lolling s'enfuit vers la zone spéciale de Mürwik via la soi-disant Rattenlinie Nord. Il se suicide le 17 mai 1945 à l'hôpital de réserve,. Après la guerre, il est mentionné à plusieurs reprises lors des procès de Ravensbrück et accusé par les médecins inculpés d'être le principal responsable des crimes commis. D'autres le décrivent devant le tribunal comme complètement incompétent et alcoolique.